# Groupe fossile de Franceville
Gabonionta

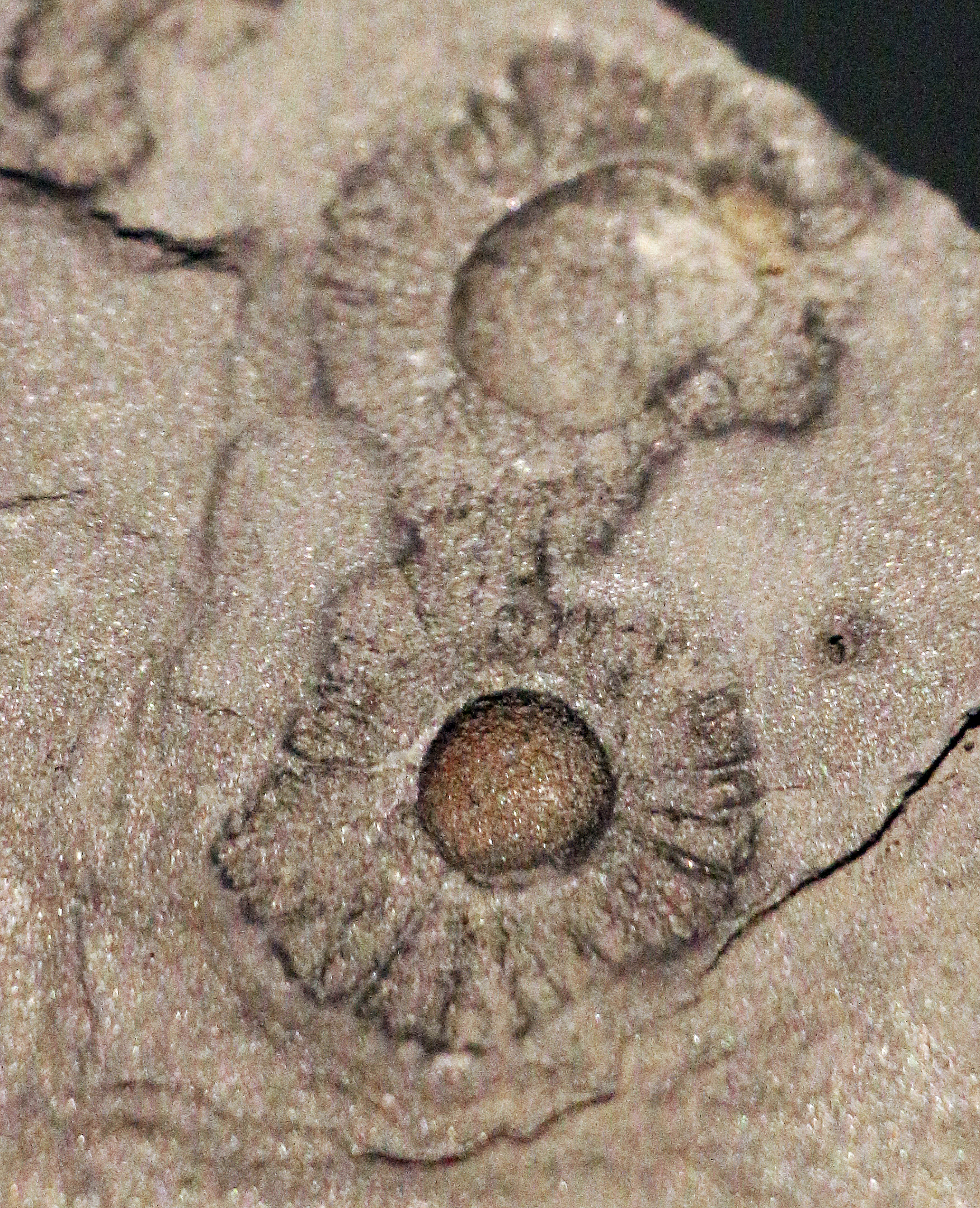
Une des plus anciennes formes de vie multicellulaire (mais pas nécessairement eucaryote).

On désigne par groupe fossile de Franceville ou, selon le nom officiel, Gabonionta, un ensemble fossile d'organismes multicellulaires macroscopiques datés de 2,1 milliards d'années, le plus ancien témoignage de formes de vie macroscopique découvert jusqu'ici. Environ 250 fossiles ont été identifiés.

## Caractéristiques
Ces macrofossiles souvent dissymétriques se distinguent morphologiquement des autres formes de vie multicellulaires découvertes jusqu'à présent.
D'une taille de quelques centimètres, ce sont des fossiles tridimensionnels (ce qui implique une organisation multicellulaire) principalement structurés par un corps central frangé d'une « jupe » plissée. Des composés type stérols auraient été détectés, ce qui ferait pencher la balance a priori vers Eukaryota, malgré une similitude morphologique avec certaines colonies bactériennes beaucoup plus petites. La microtomographie révèle que les Gabonionta ont un tissu mou et gélatineux (texture médusaire, molle et gélatineuse, mais ces organismes ne sont pas des méduses) et peut-être parfois granuleuse, dont les morphologies diverses indiquent peut-être l'existence de plusieurs "espèces".
Autres éléments particulièrement remarquables, des traces fossilisées de motilité amènent à considérer l'existence dès cette époque d'organismes vivants multicellulaires capables de se déplacer latéralement et verticalement dans le substrat qui a ensuite été fossilisé.

## Découverte

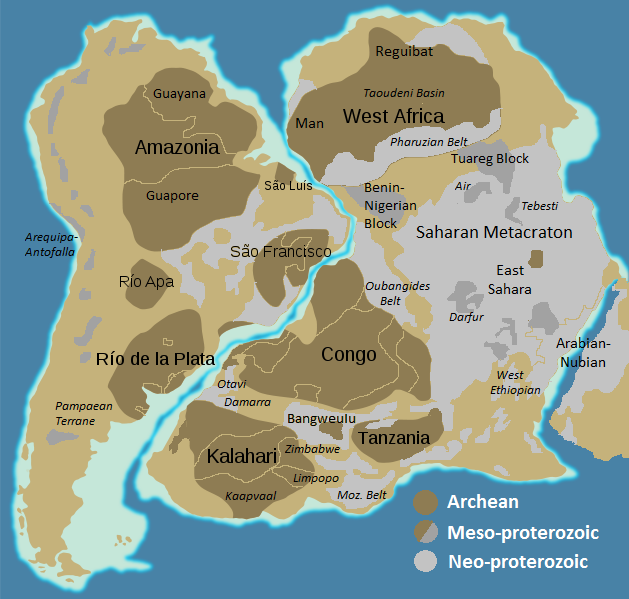
Carte montrant les cratons (brun foncé) de l'Afrique et l'Amérique du Sud, qui formaient l'ancien continent du Gondwana occidental.

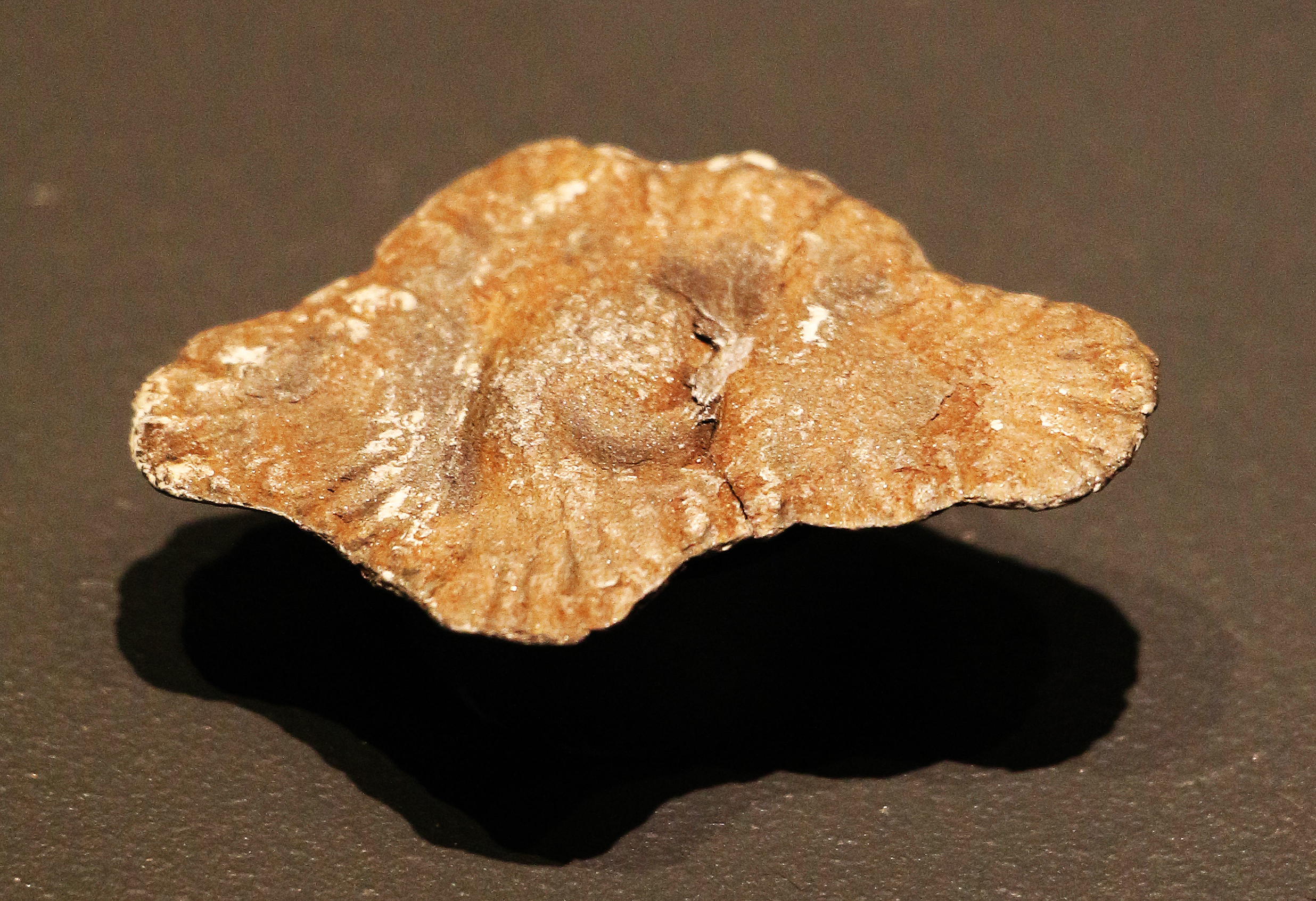
Un des fossiles découverts (diamètre 12 cm).

En 2008, le géologue Abderrazak El Albani, en collaboration avec une équipe internationale et pluridisciplinaire de chercheurs, découvre ces fossiles dans un site fossilifère situé dans la province du Haut-Ogooué au Gabon, non loin de la ville de Franceville, dans le Bassin Francevillien (bassin sédimentaire paléoprotérozoïque, 2,1 à 2,0 Ga) au nord-ouest du craton du Congo. Ce bassin se présente comme une région déprimée d'une surface de 35 000 km2, d'altitude moyenne 400 m, où les forêts galeries et les savanes dessinent un paysage en mosaïque. L'orogenèse éburnéenne (en) (ou birrimienne) résultant de la collision continentale entre le craton de São Francisco et celui du Congo, est un témoin de l'ouverture de ce bassin intracratonique parcouru par un réseau de failles liées à cette orogenèse. Le blocage de la subduction intervenu par cette collision induit en effet une tectonique en décrochement le long de failles dont le jeu contribue à l'ouverture de bassins situés au centre de ces cratons, zones stables à l'échelle des temps géologiques et formées en grande majorité de roches plutoniques de la famille des granitoïdes. Après l'érosion des reliefs granitiques environnants et le remplissage sédimentaire des dépressions du bassin de Franceville, ses roches sédimentaires ont été protégées de toutes les contraintes et déformations tectoniques qui pourraient les déstructurer, préservant ainsi les fossiles de 2,1 à 2,0 Ga.
En juillet 2010, ces travaux de recherche font la couverture de la revue scientifique Nature.
L'étude de ces fossiles montre une vie multicellulaire complexe et organisée dans des roches paléoprotérozoïques de l'Orosirien, datées de 2,1 milliards d'années. Jusqu'à cette découverte, les plus anciennes traces d'organismes multicellulaires étaient datées de l'Édiacarien (-635 à -541 Ma).
L'utilisation de microtomographie X a permis d'explorer en trois dimensions les organismes découverts et d'étudier leur morphostructure de manière non destructive.
En juin 2014, le CNRS annonce la découverte de nouveaux fossiles macroscopiques mesurant jusqu'à 17 cm et confirme l'âge du gisement fossile à 2,1 milliards d'années.
En 2018, une étude établit que la bentonite présente sur le site et contemporaine des fossiles est plus vieille d'un demi-milliard d'années que la plus vieille bentonite non-altérée connue jusque-là.
En 2019, l'équipe du professeur Abderrazak El Albani annonce que des formes de vie multicellulaires trouvées dans le groupement étaient motiles, susceptibles de se déplacer à la recherche de nourriture. Elles seraient les plus anciennes de la planète,.

## La place des gaboniontes dans l'histoire du vivant
Un hiatus de plusieurs centaines de millions d'années sépare Gabonionta de la vague suivante des multicellulaires, actuellement connus (les algues rouges apparues il y a environ 1 200 Ma), et encore davantage de la faune de l'Édiacarien (datée d'environ 585 Ma). Les disparités morphologiques sont telles que la question de savoir si ces groupes d'organismes sont phylogéniquement reliés, reste ouverte. Il est possible que les fossiles de gaboniontes ne représentent pas une lignée du vivant, mais deux,, si leur « jupe plissée » n'est qu'une prolifération de saprophytes autour de colonies mortes (le corps central). Il a même été suggéré par Adolf Seilacher que les gaboniontes pourraient être des pseudo-fossiles de pyrites inorganiques.
Quoi qu'il en soit de ces débats, pour les paléontologues, les gaboniontes pourraient représenter une forme de vie éteinte, sans descendance connue, une sorte de « premier essai » radiatif de vie multicellulaire. Si ce sont bien des eucaryotes, et s'ils ont effectivement disparu sans descendance, les raisons restent à explorer (environnementales, ou peut-être bactériennes, ou virales),, peut-être liées à la fin de la « Grande Oxydation » lors de l'« évènement Lomagundi », une euxinisation des eaux océaniques.